# Trabanca
Trabanca és un municipi de la província de Salamanca a la comunitat autònoma de Castella i Lleó. Limita amb Almendra a l'est, Ahigal de Villarino al sud, Cabeza de Framontanos i Villarino de los Aires a l'oest i Fermoselle al nord.

## Demografia
| 1991 | 1996 | 2001 | 2004 |
| ---- | ---- | ---- | ---- |
| 264  | 261  | 248  | 262  |